# Locomotiva FS E.326
Le locomotive E.326 sono un gruppo di locomotive elettriche costruite dalle Ferrovie dello Stato italiane negli anni trenta.

## Storia
Le E.326 fanno parte di una "famiglia allargata" di rotabili costruiti tra gli anni venti e i trenta dalle Ferrovie Italiane secondo la nuova filosofia dell'"interoperabilità", voluta dall'ingegner Giuseppe Bianchi per ridurre costi e tempi di manutenzione delle locomotive: la standardizzazione delle componenti permetteva di mantenere sempre una buona disponibilità di ricambi, rendendo più agevoli le frequenti riparazioni.
Nella seconda metà degli anni trenta le ferrovie italiane fecero il grande passo dal trifase alla corrente continua, con l'entrata in servizio di tre nuove famiglie di locomotori: il gruppo E.428 per il traino di treni a pesante composizione, il gruppo E.626 con funzioni multiruolo e il gruppo E.326 concepite nelle intenzioni dei pianificatori come locomotive leggere ad alta velocità per treni passeggeri.
Nelle prove in linea queste macchine raggiunsero la velocità, per allora ottima, di 140 km/h.
Le E.326, come le altre consorelle di quegli anni, scontavano inevitabilmente l'inesperienza dei progettisti, che si trovarono a dover creare una motrice elettrica pur rimanendo legati alle idee e alle concezioni tipiche delle vaporiere.

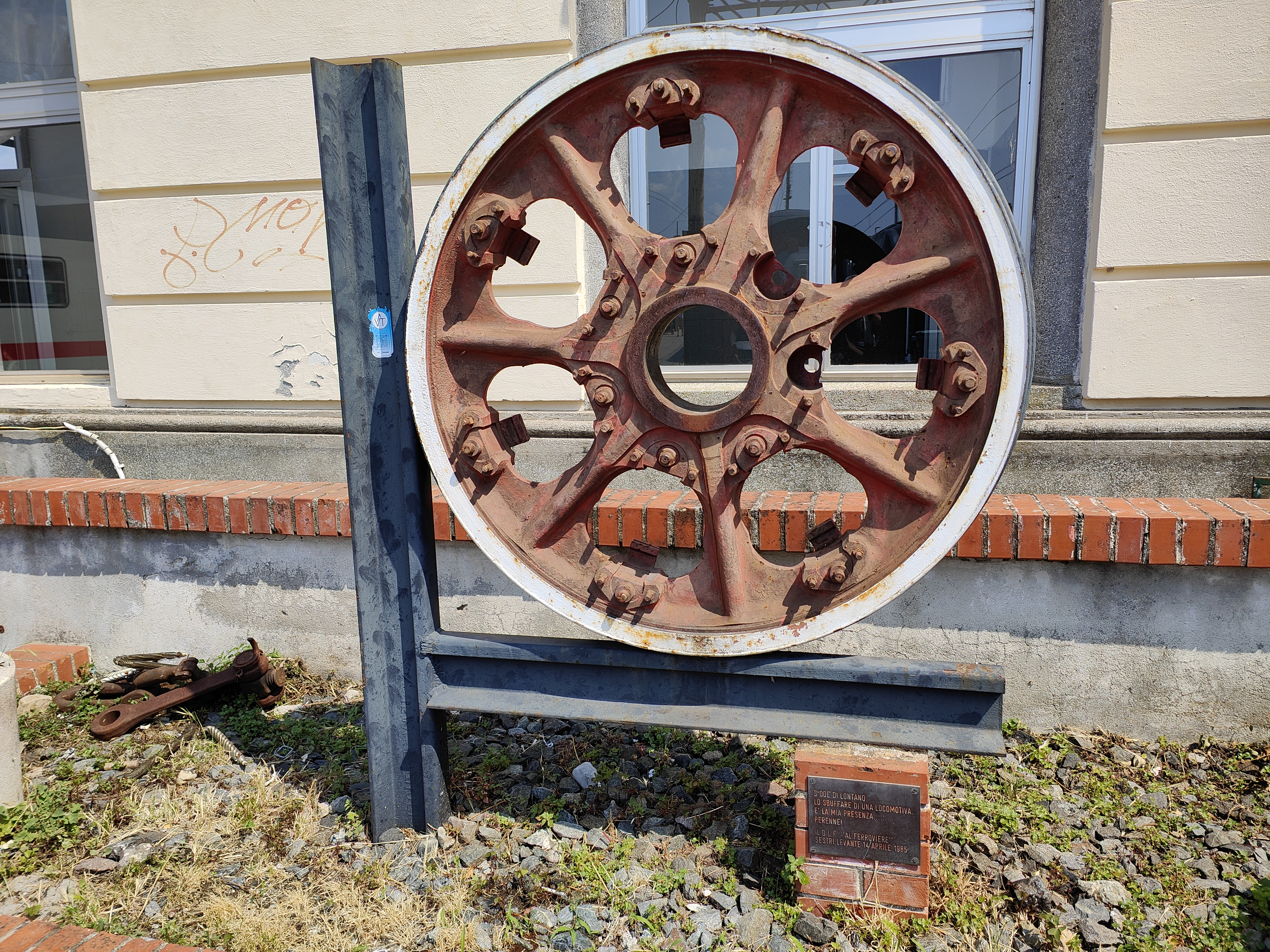
Monumento al ferroviere (1985) a Sestri Levante: la ruota appartiene sicuramente a una locomotiva del gruppo FS E.326

Le ruote motrici, di grandi dimensioni, erano tipiche delle locomotive a vapore come le 640 e le 685, dove era necessario mantenere regimi di rotazione piuttosto bassi degli assi motori per problemi di bilanciamento delle parti in moto alternativo. Qui la scelta di ruote grandi venne sostenuta per aumentare ulteriormente la velocità, già incrementata dal rapporto di trasmissione extra-lungo.
Le E.326, nonostante la destinazione a "servizi leggeri" con le loro 114 tonnellate erano macchine piuttosto pesanti, a causa di una tecnologia ancora embrionale e non ancora affinata. Questo spinse i progettisti ad adottare una soluzione applicata anche sulle vaporiere: l'aggiunta di alcune ruote "folli", cioè non traenti, davanti e dietro alle ruote motrici centrali, che sostenevano il peso della macchina riportandolo negli standard accettati dalla struttura del binario e favorivano l'inserimento della macchina in curva.
Anche la scelta del posizionamento degli assali motrici, in numero dispari e senza giochi di traslazione laterale, al centro della cassa era figlia delle esperienze precedenti su mezzi dai requisiti molto diversi.
L'insieme di questi tre fattori portò all'adozione del rodiggio 2 Co 2 (peraltro usato in locomotive a vapore per treni veloci), con un carrello con due assi portanti anteriore, i tre assi motori al centro, motorizzati singolarmente, e ancora un carrello a due assi portanti.
Questa scelta, unita alle dimensioni delle ruote motrici (quasi il doppio di quelle usate in seguito) e al conseguente lungo passo rigido di 5 metri, creò diversi problemi di affidabilità e prestazioni a queste motrici che in curva soffrivano di sforzi laterali non compensati sull'asse centrale (nocivi anche per l'armamento) e in rettilineo erano scosse da moti di serpeggio.
Tra il 1935 e il 1936 i problemi tecnici sopra elencati portarono al declassamento del limite di velocità dai 140 km/h delle prove a 105 km/h, successivamente abbassato di nuovo nel 1960 a 90 km/h per venire incontro all'obsolescenza tecnica e alle sempre maggiori richieste di comfort di servizio.
Durante la Seconda guerra mondiale i bombardamenti danneggiarono tutte le 12 unità del gruppo mettendole fuori servizio finché non vennero recuperate e riparate nelle OGR di Foligno, tutte tranne la 006 che venne riparata nelle officine del Deposito Locomotive di Bologna. Rientrarono tutte in servizio nel 1949.

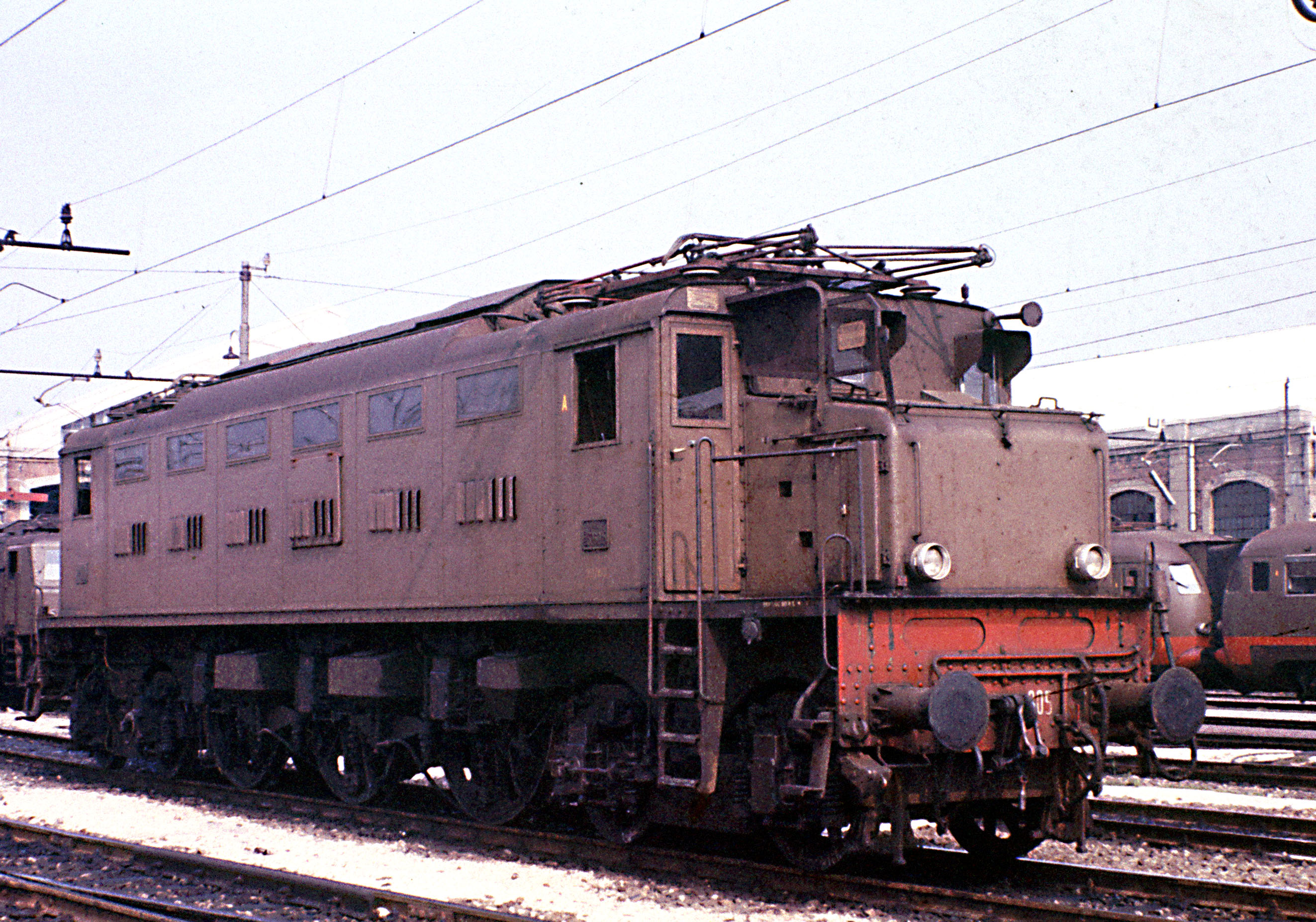
Locomotore E.326 n.005 presso il Deposito Locomotive di Bologna Centrale - Anno 1980 circa

Il rinnovo portò ad alcune modifiche minori, come l'arretramento della rampa di accesso alla cabina e l'aggiunta di due castelletti protettivi intorno ai pantografi, oltre ad alcune modifiche strutturali alla cabina e all'adozione della livrea Castano-Isabella in luogo della colorazione Grigio Pietra caratteristica degli anni trenta.
Negli anni sessanta, in concomitanza con l'abbassamento a 90 km/h della velocità massima omologata, venne installata la tromba di emergenza e furono modificate le sospensioni. Pochi anni dopo si procedette all'aggiunta del vomere sul pancone frontale, all'installazione del sistema di ripetizione del segnale (1969) e alla sostituzione del compressore meccanico con uno di tipo standard.
Negli anni ottanta le E.326, ormai quarantenni e relegate ai servizi locali cominciarono ad essere rimosse dal servizio e demolite.
Al 1982 risultava tale situazione del parco:
E.326.001 radiata 1979 (demolita novembre 1981)
E.326.002 radiata 1982
E.326.003 radiata 1980
E.326.004 radiata 1982
E.326.005 radiata 1983 (ultima locomotiva della serie rimasta in servizio)
E.326.006 radiata 1982
E.326.007 radiata 1980
E.326.008 radiata 1980
E.326.009 radiata 1980
E.326.010 radiata 1982
E.326.011 radiata 1979 (demolita luglio 1982)
E.326.012 radiata 1981
Oggi sopravvive solo la E.326.004 esposta al Museo nazionale ferroviario di Pietrarsa a Napoli.
Nessuna unità di questo gruppo è mai stata coinvolta in incidenti (al di fuori dei bombardamenti del conflitto).

### Fonti a stampa
- Le locomotive elettriche a grande velocità al Congresso Internazionale Ferroviario di Londra, in Rivista tecnica delle ferrovie italiane, (1925) agosto
- Giuseppe Bianchi, La unificazione delle locomotive elettriche a corrente continua a 3000 Volt. Locomotive gruppo E.424 - E.326 - E.626 - E.428 - automotrici E.24, in Rivista tecnica delle ferrovie italiane, maggio 1935,  pp. 255-279 e tav. f. t..
- Giuseppe Bianchi, La unificazione delle locomotive elettriche a corrente continua a 3000 Volt. Locomotive gruppo E.424 - E.326 - E.626 - E.428 - automotrici E.24, in Rivista tecnica delle ferrovie italiane, luglio 1935,  pp. 48-75.
- Gianni Robert, Ricerche teorico-sperimentali sulla circolazione della locomotiva E.326 in curva, sugli scambi e sui raccordi, in Rivista tecnica delle ferrovie italiane, 18 (1940), n. 3, pp. 110–120

### Storiografia e complementi
- Claudio Pedrazzini, E.326 E.428, Parma, Ermanno Albertelli, 1977, ISBN non esistente.
- Renzo Perret, E.326.005. Testimone d'accusa, in Voies ferrées edizione italiana, anno 1º, n. 6, novembre-dicembre 1982, pp. 6–11
- Franco Di Majo, Le tappe dell'alta velocità, in Ingegneria Ferroviaria, 1991.
- Giovanni Cornolò, Locomotive elettriche FS, Parma, Ermanno Albertelli, 1994,  pp. 212-221, ISBN 88-85909-97-3.
- Tiziano Croce, Locomotive elettriche. E 326, le locomotive "dell'insuccesso", in Tutto treno, vol. 5, n. 42, 1992,  pp. 9-16 f. t..
- Erminio Mascherpa, Locomotive da corsa. Storia del gruppo E.326, Salò, Editrice Trasporti su Rotaie, 1993, ISBN 88-85068-06-5.
- Luigi Voltan, Angelo Nascimbene, con la collaborazione di Sergio Pautasso, 80 anni di locomotive elettriche FS a corrente continua, in Tutto treno tema, n. 21, febbraio 2006,  pp. 15-17, 50, 78, ISSN 1124-4232 (WC · ACNP).
- Luigi Voltan, Il Gruppo delle E 326, in Tutto treno, n. 210, luglio - agosto 2007,  pp. 20-67, ISSN 1124-4232 (WC · ACNP).
- Giovanni Cornolò, Dall'E.626 all'Eurostar. 1928-2008: ottant'anni di locomotive elettriche FS, Parma, Ermanno Albertelli, 2008,  pp. 143-154, ISBN 88-87372-63-2.